# Pouillon (Landy)
Pouillon – miejscowość i gmina we Francji, w regionie Nowa Akwitania, w departamencie Landy.
Według danych na rok 1990 gminę zamieszkiwało 2596 osób, a gęstość zaludnienia wynosiła 52 osoby/km² (wśród 2290 gmin Akwitanii Pouillon plasuje się na 168. miejscu pod względem liczby ludności, natomiast pod względem powierzchni na miejscu 119.).